# Sageretia pedicellata
Sageretia pedicellata är en brakvedsväxtart som beskrevs av C.Z. Gao. Sageretia pedicellata ingår i släktet Sageretia och familjen brakvedsväxter. Inga underarter finns listade i Catalogue of Life.